# Mirosław Baka
Mirosław Michał Baka, född 15 december 1963 i Ostrowiec Swietokrzyski, är en polsk skådespelare.

## Filmografi
- 1989 - Dekalog
- 1991 - Ostkreuz
- 2003 - Milchwald